# A kíméletlen (film, 1983)
A kíméletlen (eredeti címe Le Battant), egy 1983-ban bemutatott francia bűnügyi akciófilm, Alain Delon, François Périer, Pierre Mondy és Anne Parillaud főszereplésével. Rendezője és producere a címszereplő Alain Delon volt, a film André Caroff azonos című bűnügyi regénye alapján készült.

## Cselekmény
Kilenc éves büntetésének letöltése után Jacques Darnay-t kiengedik a börtönből. Azért ítélték el, mert két társával, Chabry-val és Mignot-val együtt rablógyilkosságban vett részt: Chabry nagybátyját lelőtték, ékszerboltját kirabolták, értékes gyémántokat zsákmányoltak. A gyilkosságot Darnay-ra „lőcsölték rá”, tettestársai megúszták a börtönt. Az elrabolt gyémántok azóta sem kerültek elő, rejtekhelyüket feltehetően csak Darnay ismerheti.
Darnay szabadulásának előestéjén Mignot-t a kocsmájában ismeretlen férfiak keresik fel. Fegyverrel fenyegetik, durván megverik. Értésére adják, hogy a gyémántokra van szükségük, melyeket Darnay rejtett el. Mignot-ra rálőnek, de elmenekül. 
Darnay kijön a börtönből, felkeresi régi szerelmét, Clarisse-t. Találkozik barátjával, Mignot-val is, aki figyelmezteti a gyémántokat kereső férfiakra. Amikor Darnay távozik, ismeretlenek agyonlövik Mignot-t. Darnay megpróbálja elrejteni barátnőjét, Clarisse-t, de őt is meggyilkolják. Darnay felismeri, hogy a gyilkosok az ő barátaira és kapcsolataira vadásznak, hogy így szorítsák őt sarokba. Biztonságos menedékhelyet keres. Régi cinkostársához, az orgazda Gino Ruggierihez fordul, aki most előkelő éttermet üzemeltet. Gino rejtelhelyet kínál Darnay-nak és pénzt kölcsönöz neki, busás kamatot felszámolva. Még szeretőjét, a szép Nathalie-t is Darnay rendelkezésére bocsátja.
Nathalie azonban beleszeret Darnay-ba és elárulja neki, hogy gazdája, Gino csalárd játékot űz, amelyhez őt is eszközként használja. A lány szerint a Darnay-t üldöző bérgyilkosok Gino emberei. Darnay kíméletlenül elkezdi egyenként kinyírni üldözőit. Ellenfelei többször is majdnem csapdába csalják, csak Nathalie segítségével menekül meg a haláltól. Volt cinkostársát, Chabry-t is megölik. Chabry felesége, Sylviane elcsábítja Darnay-t, de ő is csak a gyémántok hollétét akarja kicsalni a férfiból.
Kiderül, hogy Darnay elrejtett gyémántjaira nemcsak Gino és emberei vadásznak, hanem Darnay régi ismerőse, Rouxel rendőrfelügyelő is, aki a biztosító által kitűzött megtalálói díjat akarja bezsebelni. Gino emberei megölik Sylviane-t is. Végül Darnay szembekerül magával Ginóval, és egy kreált autóbaleset keretében leszámol vele is. Ezután magához veszi elrejtett gyémántjait és Nathalie-val együtt Spanyolországba szökik. A szívós Rouxel felügyelőt azonban nem tudja lerázni. A határon elkapja Darnay-t, és elveszi tőle a zsákmányt, amelyet azonban Darnay már értéktelen kavicsokra cserélt. A valódi gyémántokat Darnay már korábban postán feladta Rio de Janeiróba, és Nathalie-val együtt utazik Dél-Amerikába.

## Szereposztás
| Szerep           | Színész                   | Magyar hangja (1. szinkron, 1992) | Magyar hangja (2. szinkron) |
| ---------------- | ------------------------- | --------------------------------- | --------------------------- |
| Jacques Darnay   | Alain Delon               | Gáti Oszkár                       | Fülöp Zsigmond              |
| Gino Ruggieri    | François Périer           | Harsányi Gábor                    | Avar István                 |
| Rouxel felügyelő | Pierre Mondy              | Horkai János                      | Szabó Gyula                 |
| Nathalie         | Anne Parillaud            | Tóth Enikő                        | Kökényessy Ági              |
| Sylviane Chabry  | Andréa Ferréol            | Menszátor Magdolna                | Győry Franciska             |
| Clarisse         | Marie-Christine Descouard | Spilák Klára                      | Simorjay Emese              |
| Pierre Mignot    | Michel Beaune             | Pathó István                      | Barbinek Péter              |
| Sauvat           | Gérard Hérold             | (n. a.)                           | Szersén Gyula               |
| Pradier          | Jean-François Garreaud    | (n. a.)                           | Megyeri János               |
| Samatan          | Richard Anconina          | (n. a.)                           | Csőre Gábor                 |

## Érdekességek
- Ez volt Alain Delon második filmrendezése (forgatás 1982-ben, bemutató 1983-ban), egy évvel az első, 1981-es Egy zsaru bőréért után. Mindkettőben a legfőbb szereplő maga Delon volt, a női főszerepet mindkettőben Anne Parillaud-nak adta. A film zenéjét Christian Dorisse komponálta. Delon e filmjét mesterének, René Clément rendezőnek ajánlotta.
- A filmben több utalást – francia sajtónyelven „kikacsintást” (clin d’oeil) –  láthatunk korábbi népszerű sikeres bűnügyi és akciófilmek jeleneteire:
  - Amikor Delon, taxiból kiszállva ásót vásárol, az őt követő rosszfiúk autórádiójában az Egy zsaru bőréért zenéje hallható.
  - Amikor Delon felkeresi barátját, Pierre Mignot-t a bárjában, a háttérben bevillan A szamuráj című 1979-es feltűnik egy madárkalicka, a Szamuráj zenéjével (Jean-Pierre Melville rendező 1967-es filmje, Delon főszereplésével).
  - Amikor Dalon visszatér a meggyilkolt Clarisse lakásába, a falon a Clarisse-t játszó Marie-Christine Descouard bekeretezett fotója látszik, amit Georges Lautner  rendező 1981-es filmjének, A profi-nak forgatásán vettek fel.

## További információ
- A kíméletlen a PORT.hu-n (magyarul)
- A kíméletlen az Internetes Szinkronadatbázisban (magyarul)
- A kíméletlen az Internet Movie Database-ben (angolul)
- A kíméletlen a Box Office Mojón (angolul)
- Le Battant (francia nyelven). AlloCiné (allociné.fr)

- A kíméletlen (1983) (magyar nyelven). TMDB (The MovieWeb Adatbázis)

- Le Battant (1982) (angol nyelven). British Film Institute (BFI.org)

- Der Kämpfer (német nyelven). Filmdienst.de